# Carex longicuspis
Carex longicuspis är en halvgräsart som beskrevs av Johann Otto Boeckeler. Carex longicuspis ingår i släktet starrar, och familjen halvgräs.
Artens utbredningsområde är Tibet. Inga underarter finns listade i Catalogue of Life.